# Centro Sportivo Alagoano
Centro Sportivo Alagoano (znany powszechnie jako CSA) – brazylijski klub piłkarski z siedzibą w mieście Maceió leżącym w stanie Alagoas.
Największym derbowym rywalem klubu CSA jest klub CRB.

## Osiągnięcia
- Wicemistrz drugiej ligi (Campeonato Brasileiro Série B) (3): 1980, 1982, 1983
- Mistrz stanu (Campeonato Alagoano) (37): 1928, 1929, 1933, 1935, 1936, 1941, 1942, 1944, 1949, 1952, 1955, 1956, 1957, 1958, 1960, 1963, 1965, 1965, 1966, 1967, 1971, 1974, 1975, 1980, 1981, 1982, 1984, 1985, 1988, 1990, 1991, 1994, 1996, 1997, 1998, 1999, 2008
- Udział w Copa CONMEBOL: 1999 (finał)

## Historia
Klub założony został w rocznicę uzyskania niepodległości przez Brazylię 7 września 1913 roku pod nazwą Centro Sportivo Sete de Setembro.
W roku 1914 klub zmienił nazwę na Centro Sportivo Floriano Peixoto na cześć drugiego prezydenta Brazylii Floriano Peixoto, który był jednocześnie bohaterem wojny paragwajskiej.
W 1918 roku klub zmienił nazwę na do dziś obowiązującą – Centro Sportivo Alagoano.
W roku 1928 klub pierwszy raz został mistrzem stanu Alagoas (Campeonato Alagoano).
W roku 1980 CSA został wicemistrzem drugiej ligi brazylijskiej (Campeonato Brasileiro Série B) – w finale CSA zremisował u siebie z Londriną 1:1 i przegrał na wyjeździe 0:4.
W roku 1982 CSA ponownie dotarł do finału drugiej ligi brazylijskiej, a rywalem był tym razem Campo Grande AC. U siebie CSA wygrał 4:3, a na wyjeździe przegrał 1:2. W dodatkowym meczu Campo Grande wygrał 3:0 i CSA drugi raz został wicemistrzem drugiej ligi brazylijskiej.
W 1983 roku CSA już trzeci raz dotarł do drugoligowego finału i także trzeci raz musiał zadowolić się wicemistrzostwem. Finałowym przeciwnikiem był klub CA Juventus. U siebie CSA wygrał 3:1, ale na wyjeździe przegrał 0:3, a w meczu dodatkowym – 0:1.
W roku 1999 CSA wziął udział w mistrzostwach północno-wschodniej Brazylii (Campeonato do Nordeste) docierając aż do półfinału, gdzie wyeliminowany został przez EC Bahia. Zwycięzca tego turnieju Vitória uzyskała z urzędu prawo gry w Copa CONMEBOL. Po rezygnacji tego klubu udział w pucharze zaproponowano finaliście, czyli klubowi EC Bahia, który także zrezygnował, podobnie jak drugi z półfinalistów – Sport Recife. Dzięki temu CSA pierwszy raz w historii uzyskał prawo gry w międzynarodowym turnieju. Debiut w Copa CONMEBOL 1999 był nadzwyczaj udany, gdyż CSA dotarł aż do finału w którym zmierzył się z argentyńskim klubem Talleres. U siebie Brazylijczycy wygrali 4:2, jednak na wyjeździe wygrał Talleres 3:0 i zdobył puchar. Królem strzelców tego turnieju został piłkarz CSA – Missinho.